# Boucles de la Mayenne

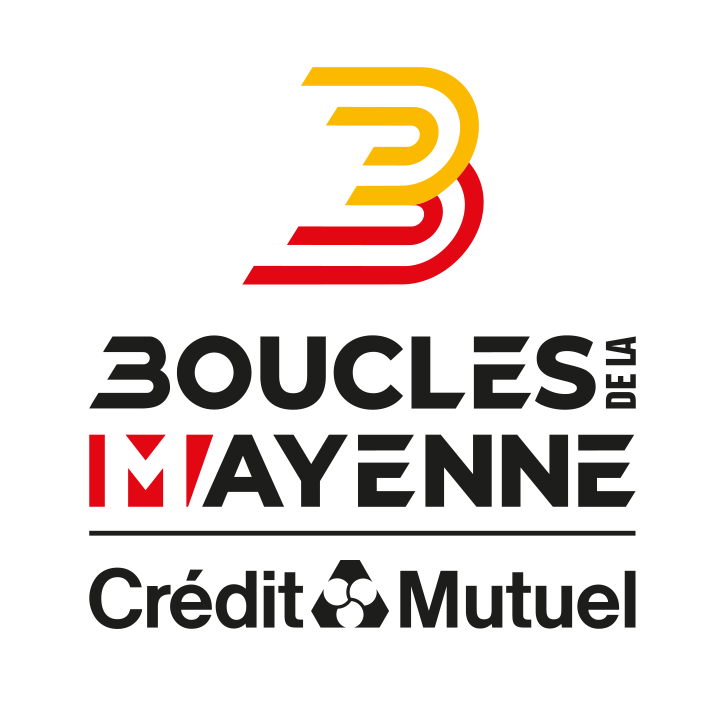
Logo der Bucles de la Mayenne (2023)

Die Boucles de la Mayenne (französisch; übersetzt „Schleifen der Mayenne“) ist ein Straßenradrennen im Nordwesten Frankreichs. Die kleine Rundfahrt führt in vier Etappen durch das Département Mayenne. Ausgetragen wird das Rennen jährlich seit 1975, in der Regel Anfang bis Mitte Juni. Seit 2005 ist das Rennen Teil der UCI Europe Tour und war bis 2013 die Kategorie 2.2 eingestuft, von 2014 bis 2019 in die Kategorie 2.1. Seit der Saison 2020 ist das Rennen Teil der UCI ProSeries.

## Palmarès
| Jahr | Sieger                | Zweiter                | Dritter                |
| ---- | --------------------- | ---------------------- | ---------------------- |
| 1975 | Alain Meslet          | Patrice Testier        |                        |
| 1976 | Patrice Testier       |                        |                        |
| 1977 | Patrick Guay          |                        | Serge Coquelin         |
| 1978 | Marc Gomez            |                        |                        |
| 1979 | Marc Madiot           |                        |                        |
| 1980 | Serge Coquelin        | Jean-Luc Moreul        |                        |
| 1981 | René Tremblay         | Philippe Tranvaux      | Alain Bizet            |
| 1982 | Serge Coquelin        | Philippe Tranvaux      |                        |
| 1983 | Hubert Graignic       |                        |                        |
| 1984 | Serge Coquelin        |                        | François Lemarchand    |
| 1985 | Zbigniew Krasniak     |                        |                        |
| 1986 | Gaëtan Leray          |                        | Dominique Le Bon       |
| 1987 | Philippe Dalibard     |                        |                        |
| 1988 | Laurent Bezault       |                        | Pierre-Henri Menthéour |
| 1989 | Philippe Dalibard     | Pascal Churin          |                        |
| 1990 | Jean-Cyril Robin      |                        |                        |
| 1991 | Pascal Basset         |                        | Philippe Dalibard      |
| 1992 | Pascal Hervé          | Jean-Christophe Currit | Pascal Churin          |
| 1993 | David Derique         |                        | Jean-Philippe Rouxel   |
| 1994 | Gérald Bigot          | Nicolas Jalabert       |                        |
| 1995 | Stéphane Conan        |                        | Camille Coualan        |
| 1996 | David Delrieu         |                        |                        |
| 1997 | Christophe Thébault   |                        | Franck Trotel          |
| 1998 | Martial Locatelli     | Ludovic Turpin         |                        |
| 1999 | Stéphane Petilleau    | Franck Renier          | Raphaël Jeune          |
| 2000 | Stéphane Petilleau    | Frédéric Delalande     | Guillaume Judas        |
| 2001 | Arnaud Chauveau       | Юрій Кривцов           | Stéphane Cougé         |
| 2002 | Freddy Bichot         | Frédéric Lecrosnier    | Franck Champeymont     |
| 2003 | Sandro Güttinger      | Bastiaan Giling        | David Le Lay           |
| 2004 | Sébastien Duret       | Cyril Lemoine          | Jean-Luc Delpech       |
| 2005 | Aljaksandr Kuschynski | Andrey Pchelkin        | Stefano Boggia         |
| 2006 | Kōji Fukushima        | Markus Eichler         | Nicolas Rousseau       |
| 2007 | Nicolas Vogondy       | Bobbie Traksel         | Niels Albert           |
| 2008 | Freddy Bichot         | Franck Charrier        | Thomas Berkhout        |
| 2009 | Janek Tombak          | Rémi Cusin             | Lilian Jégou           |
| 2010 | Jérémie Galland       | Grégory Habeaux        | Guillaume Malle        |
| 2011 | Jimmy Casper          | Sébastien Turgot       | Steven Tronet          |
| 2012 | Laurent Pichon        | Nico Sijmens           | Alexandru Pliușchin    |
| 2013 | David Veilleux        | Marc Fournier          | Florian Vachon         |
| 2014 | Stéphane Rossetto     | Brice Feillu           | Mike Teunissen         |
| 2015 | Anthony Turgis        | Andrea Pasqualon       | Pierre-Luc Périchon    |
| 2016 | Bryan Coquard         | Anthony Delaplace      | Thomas Boudat          |
| 2017 | Mathieu van der Poel  | Johan Le Bon           | Clément Venturini      |
| 2018 | Mathieu van der Poel  | Romain Seigle          | Eli Iserbyt            |
| 2019 | Thibault Ferasse      | Mauricio Moreira       | Bryan Coquard          |
| 2021 | Arnaud Démare         | Philipp Walsleben      | Kristoffer Halvorsen   |
| 2022 | Benjamin Thomas       | Benoît Cosnefroy       | Alex Aranburu          |
| 2023 | Oier Lazkano          | Arnaud Démare          | Axel Zingle            |
| 2024 | Alberto Bettiol       | Benoît Cosnefroy       | Axel Zingle            |